# اسکاتسویل (آرکانزاس)
اسکاتسویل (به انگلیسی: Scottsville) یک منطقهٔ مسکونی در ایالات متحده آمریکا است که در شهرستان پوپ، آرکانزاس واقع شده‌است. اسکاتسویل ۱۵۰٫۸۸ متر بالاتر از سطح دریا واقع شده‌است.